# 皮特·奇尔卡特
彼得·肖恩·奇尔卡特（英語：Peter Shawn Chilcutt，1968年9月14日—），美国NBA联盟前职业篮球运动员。他在1991年的NBA选秀中第1轮第27顺位被萨克拉门托国王选中。